# سیمون دو مونتفورت، ششمین ارل لستر
سیمون دو مونتفورت، ششمین ارل لستر (انگلیسی: Simon de Montfort, 6th Earl of Leicester؛ ۱۲۰۸ – ۴ اوت ۱۲۶۵) یک سیاست‌مدار اهل بریتانیا بود، گاهی به دلیل متمایز بودن از دیگر سیمون‌های مونتفورت، با نام سیمون ششم هم نامیده می‌شد، مونتفورت نجیب‌زاده‌ای فرانسوی بود که عنوان ارل لستر را در انگلستان به دست آورد، او شورش علیه پادشاه هنری سوم را در طول جنگ دوم بارون‌ها از سال ۱۲۶۳ تا ۱۲۶۴ رهبری کرد و برای مدت کوتاهی در عمل حاکم انگلستان شد.

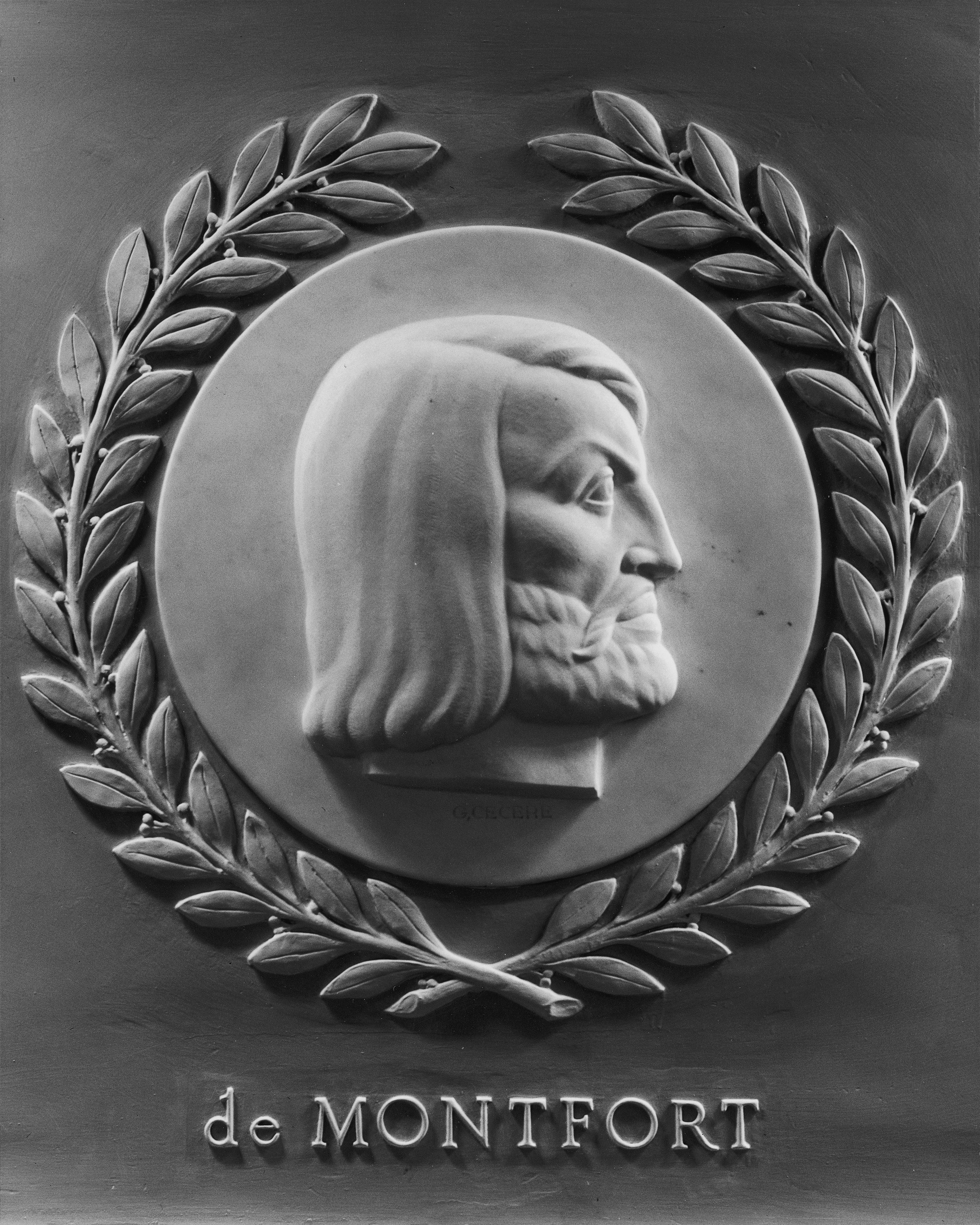
نقش‌برجسته ای از سیمون دو مونتفورت در مجلس نمایندگان ایالات متحده آمریکا برای گرامیداشت یاد او به عنوان یکی از ۲۳ شخصیت برجستهٔ جهان در امر قانونگذاری در سرتاسر تاریخ.

در دوران حکومت وی، دو پارلمان اجرایی بسیار مشهور گشتند، اولین پارلمان اختیارات شاه را بسیار محدود می‌کرد و دومین پارلمان مسئول امور شهروندان عادی و شهرها بود، به همین دلیل، مونتفورت امروزه به عنوان یکی از بنیانگذاران دموکراسی مدرن یا پارلمانی شناخته می‌شود؛ پس از حدود یک سال از نقش وی در این زمینه، سرانجام توسط نیروهای وفادار به پادشاه در نبرد ایوشام کشته شد.